# Incisa Scapaccino
Incisa Scapaccino é uma comuna italiana da região do Piemonte, província de Asti, com cerca de 2.033 habitantes. Estende-se por uma área de 20 km², tendo uma densidade populacional de 102 hab/km². Faz fronteira com Bergamasco (AL), Castelnuovo Belbo, Cortiglione, Masio (AL), Nizza Monferrato, Oviglio (AL), Vaglio Serra.

## Demografia
| Variação demográfica do município entre 1861 e 2011                               |
|                                                                                   |
| Fonte: Istituto Nazionale di Statistica (ISTAT) - Elaboração gráfica da Wikipedia |